# Cholomyia acromion
Cholomyia acromion là một loài ruồi trong họ Tachinidae.